# Notre-Dame Porte du Ciel

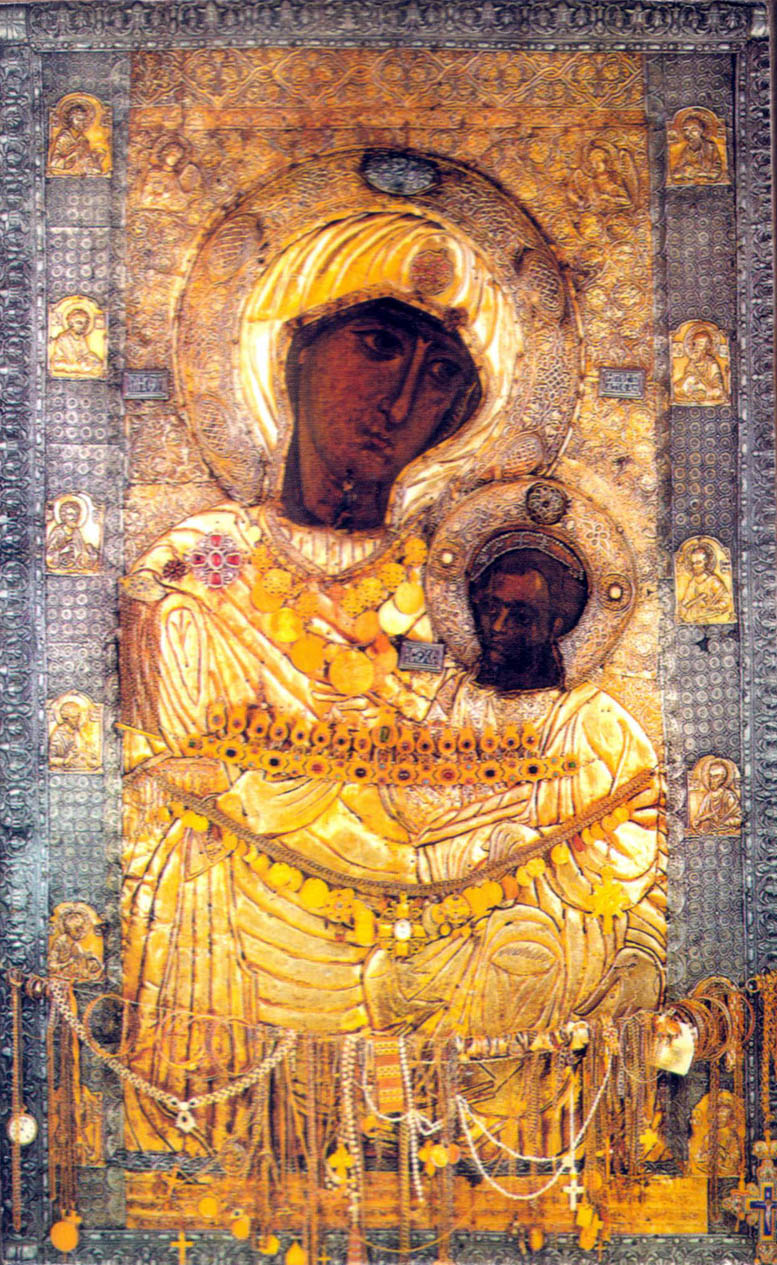
Icône originale d'Iviron

L'icône Panagia Portaïtissa (en grec Παναγία Πορταΐτισσα, « Panagia Portaïtissa », Παναγία signifiant « très sainte » et Πορταΐτισσα signifiant « portière »), appelée Marie Porte-du-Ciel en français et parfois qualifiée d'après ses surnoms russes d'icône Iverski ou Iverskaya, est une icône de la Mère de Dieu vénérée par l'Église orthodoxe et, dans une moindre mesure, par l'Église catholique.
Selon la Tradition, cette icône fut découverte par des moines du Mont Athos un peu au large de leur côte. Placée par les moines en divers endroits du monastère, la Tradition raconte qu'elle revint miraculeusement toujours au-dessus de la grand-porte, d'où le nom grec de Πορταϊτισσα, « Portaïtissa » ou Gardienne de la porte, qui lui fut donné (le nom d'« Iverskaya Portaitissa » est commun en Russie). Elle fut reproduite en Russie au XVIIe siècle, sous le nom d'icône Iverski, puis popularisée en Occident à la fin du XXe siècle.
La fête liturgique de la Translation de l'Icône Notre-Dame-des-Ibères, Θεοτόκος Πορταϊτισσα των Ιβήρων, est le 13 octobre, le 2 janvier - au Mont-Athos se fête le Mémorial de la Panaghia Portaïtissa, le mardi de la fête pascale de Diakaimsimos et le 15 août.

## La légende

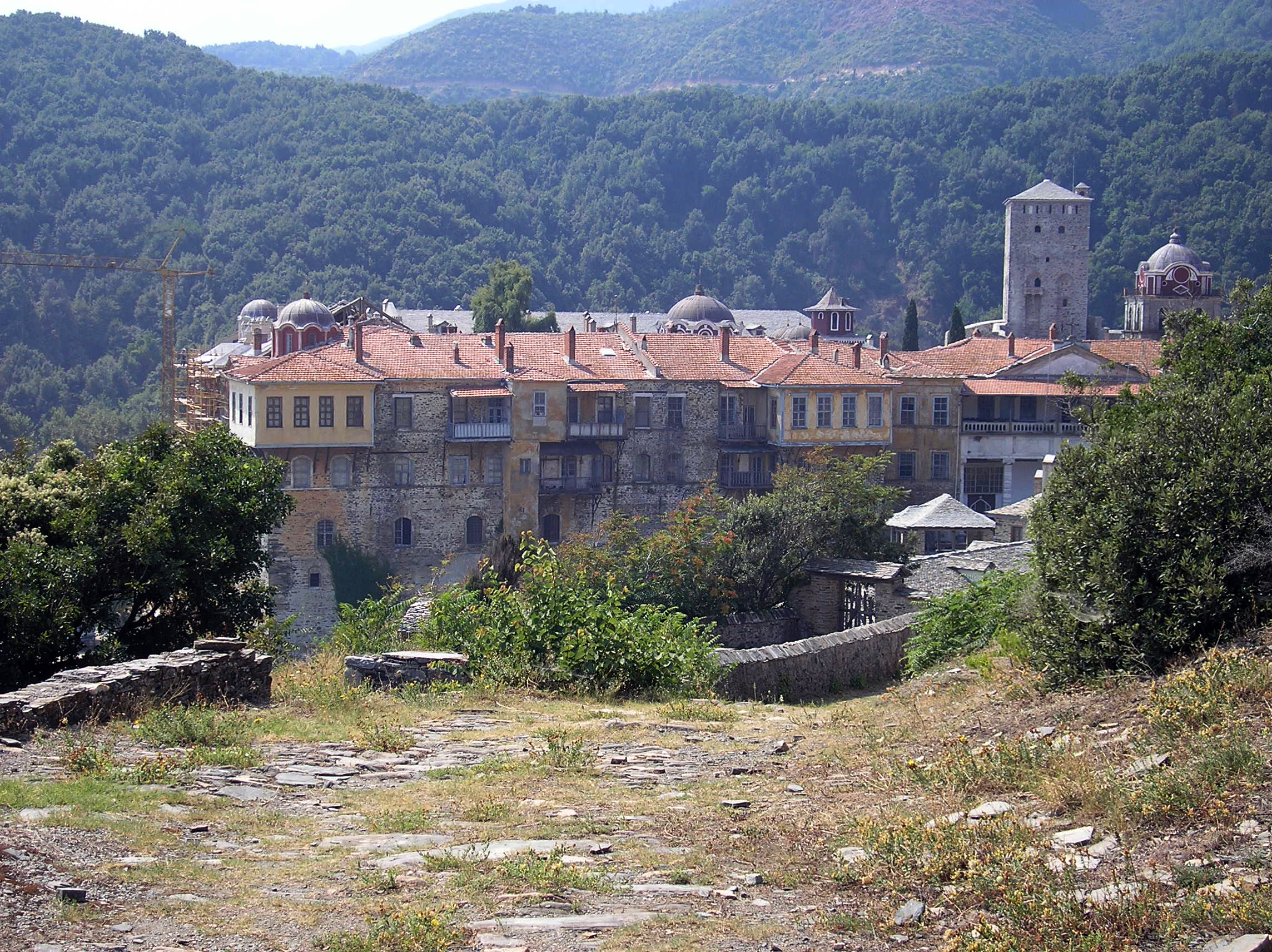
Mont Athos, à Iviron, le monastère des Géorgiens et des Ibères

Voici comment les moines de l'Athos rapportent sa légende :
Au IXe siècle, sous le règne de Théophile Eikonomachos, empereur iconoclaste, elle appartenait à une veuve pieuse de Nicée, qui la vénérait dans sa chapelle privée. Lorsque les gens de l'empereur vinrent chez elle chercher les icônes, un soldat la transperça de sa lance et elle se mit à saigner. Depuis lors, on représente toujours cette icône avec une petite marque noire sur la joue de la Vierge. La veuve obtint une nuit de répit avant la destruction et confia l'icône à son fils qui la jeta à la mer après une prière fervente : l'icône flotta à la surface des flots, et le fils de la veuve devint moine au Mont Athos, à Iviron, le monastère des Géorgiens et des Ibères. Un soir, un phénomène laissa perplexes les moines de l'Athos : une colonne de feu était debout sur la mer et montait jusqu'au ciel. Au bout de plusieurs jours où ce phénomène se répéta, ils virent l'icône flotter sur la mer et la portèrent dans l'église de leur monastère d'Iviron, où elle vint une nuit se poser miraculeusement au-dessus de la porte. Dans un rêve, la Sainte Vierge dit au Frère Gabriel qui l'avait cherchée en marchant sur la mer, que c'était le lieu qu'elle avait choisi, afin de protéger les moines. Ainsi l'icône prit-elle le nom de « Portaïtissa » — gardienne de la porte — et sa présence dans le monastère et sur la Sainte Montagne est considérée comme gage de la protection du monachisme athonite par la Théotokos.
Plus tard, une chapelle fut construite près de l'enceinte du monastère, l'icône y fut placée, et l'entrée de la porte déplacée. Les miracles effectués par Notre-Dame Porte du Ciel sont innombrables, ajoutent les moines ; le 15 août de la semaine de Diakainisimi se déroule une procession en son honneur et l'icône est vénérée lors d'une liturgie dans la chapelle de la rive, à l'endroit précis où le moine Gabriel l'a recueillie « en marchant sur la mer ».

## Reproductions
Deux icônes, commandées par le patriarche Nikon, se trouvent en Russie : la première fut peinte par le moine Jamblique en 1648 et se trouve dans le monastère Novodievitchi, à Moscou, acquise par le tsar Alexis le Paisible. On la transportait dans les maisons pour la guérison des malades. La seconde, datant de 1655, fut transférée à  Novgorod dans l'église du monastère Iverski de Valdaï.

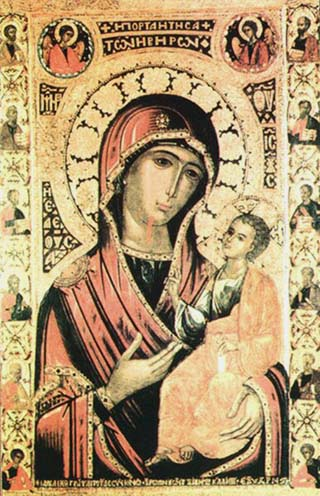
Panagia Portaitissa, XVIIe siècle, Musée Benaki

On en trouve aussi deux reproductions au musée Benaki et au musée byzantin et chrétien d'Athènes
En 1981, un des moines du Mont-Athos a peint une icône en prenant comme modèle l'ancienne icône, peinte vers 981. Cette copie qui se trouvait à Montréal, a dès lors commencé à suinter abondamment une huile parfumée (icône myroblyte). Fête de l'Icône miraculeuse de la Mère de Dieu "Portaitissa" de Montréal 24 novembre - 11 novembre. Elle fut prise en photo et les larmes formèrent comme un chapelet autour de sa main : cette image de l'icône « Marie Porte du Ciel » devint extrêmement célèbre. Un peu différente de l'original, elle est la plus populaire des icônes mariales avec la Vierge de Vladimir.

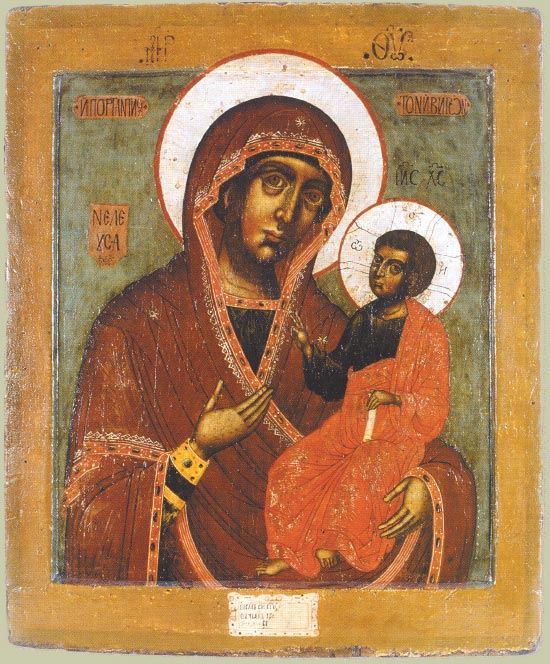
Icône russe Иверская икона Panagia Portaitissa  du XVIIe